# Norddjurs Provsti

Norddjurs Provsti blev dannet i forbindelse med strukturreformen 2007 og består af det meste af de tidligere Rougsø-Sønderhald-Midtdjurs Provsti og Grenaa-Nørre Djurs Provsti. Provstiet dækker nu Norddjurs Kommune, og  er et provsti i Århus Stift.  
Norddjurs Provsti består af 35 sogne med 38 kirker, fordelt på 4 pastorater.

## Pastorater
| Pastorater i Norddjurs Provsti | Pastorater i Norddjurs Provsti | Pastorater i Norddjurs Provsti |
| ------------------------------ | ------------------------------ | ------------------------------ |
| Anholt Pastorat                | Norddjurs Midt Pastorat        | Norddjurs Vestre Pastorat      |
| Fornæs Pastorat                |                                |                                |

## Sogne
| Sogne i Norddjurs Provsti | Sogne i Norddjurs Provsti | Sogne i Norddjurs Provsti |
| ------------------------- | ------------------------- | ------------------------- |
| Anholt Sogn               | Auning Sogn               | Enslev Sogn               |
| Estruplund Sogn           | Fausing Sogn              | Fjellerup Sogn            |
| Ginnerup Sogn             | Gjerrild Sogn             | Gjesing Sogn              |
| Glesborg Sogn             | Grenaa Sogn               | Hammelev Sogn             |
| Hemmed Sogn               | Hoed Sogn                 | Holbæk Sogn               |
| Homå Sogn                 | Karlby Sogn               | Kastbjerg Sogn            |
| Lyngby-Albøge Sogn        | Nørager Sogn              | Rimsø Sogn                |
| Stenvad Sogn              | Udby Sogn                 | Veggerslev Sogn           |
| Vejlby Sogn               | Vejlby Sogn               | Vester Alling Sogn        |
| Villersø Sogn             | Vivild Sogn               | Voer Sogn                 |
| Voldby Sogn               | Ørsted Sogn               | Ørum Sogn                 |
| Øster Alling Sogn         | Ålsø Sogn                 |                           |